# Fritillaria meleagroides
Fritillaria meleagroides là một loài thực vật có hoa trong họ Liliaceae. Loài này được Patrin ex Schult. & Schult.f. miêu tả khoa học đầu tiên năm 1829.